# 帝国の道

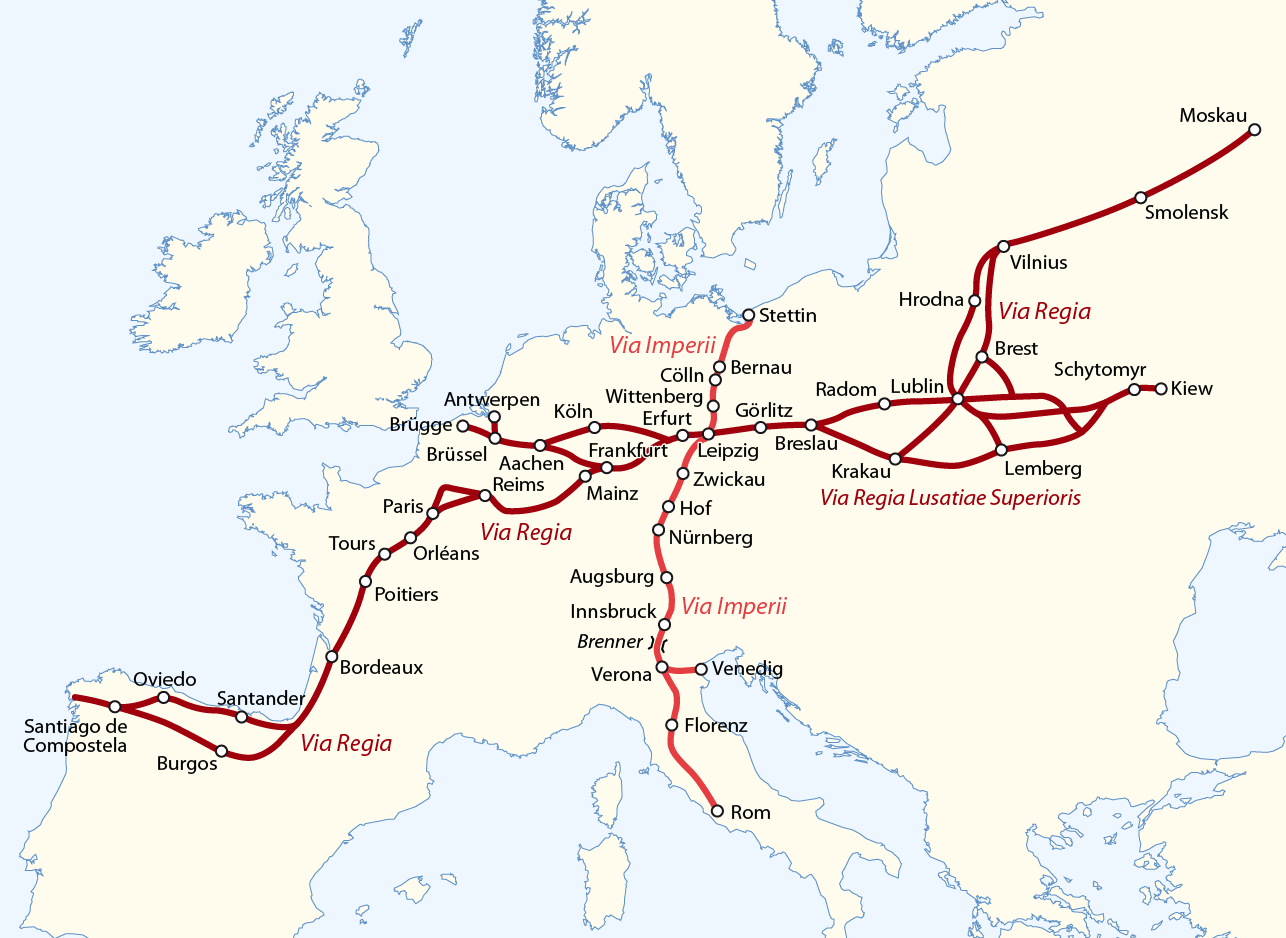
インペリイ街道とレギア街道

帝国の道（ドイツ語: Reichsstraße）は、神聖ローマ帝国が中世に定めた道であり、皇帝による通行料の徴収と引き換えに、旅行者に保護を与えた。
帝国の道は法的に皇帝の管轄下（Königsbann）にあった。旅行者は、ラント平和令による保護を与えられた。これは女王の平和と類似した法令で、治安の維持と通行の自由を保証することになっていた。10世紀からは、橋や渡し船に対しても拡大された。ハインリヒ1世（ドイツ王、在位919年 - 936年）の時代に、ラテン語のstrata imperialis（直訳すると帝国舗装道）を訳してReichsstrasse（正確には中高ドイツ語なのでriches strâze）という言葉がはじめて使われた。
シャルルマーニュの法によれば、ガリア公法に基づいて、道路の維持、輸送インフラと安全の確保は、王の持つ「王権」の一部で、義務であり特権でもあった。道路に関する義務の見返りとして王は税を徴収した。王はこれらの義務を、道路が通る土地の領主を通して実行した。
安導券（死せる護衛、tote Geleitと呼ばれた）または武装した護衛（生きている護衛、lebende Geleit）が、旅行者の安全を確保した。護衛は特定の機会に提供され、その中ではローマ王や皇帝の選挙および戴冠式のための旅行が最も重要だった。一般的に行われていたのは（シャンパーニュの大市のような）見本市と市場への旅行の護衛だった。
「帝国の道」で重要なものは、南北に走るインペリイ街道Via Imperiiと東西に走るレギア街道Via Regiaで、両者の交差点はライプツィヒにあった。そして皇帝カール4世によって定められた帝国都市ニュルンベルクからプラハまでのカロリナ街道（黄金の道Goldene Straßeとも呼ばれた）。単にヘルヴィークHellwegとも呼ばれるヴェストファーレン・ヘルヴィーク。インペリイ街道の脇街道であるブルゴーニュ道Burgunderstraße。イタリア道ことフランチジェナ街道Via Francigena。